# Iguala
Iguala de la Independencia, oft verkürzt zu Iguala, ist eine historische Stadt im Nordwesten des Bundesstaates Guerrero, Mexiko. Sie ist Sitz der gleichnamigen Gemeinde Iguala de la Independencia und zählt mehr als 110.000 Einwohner. Sie ist somit nach Acapulco und Chilpancingo die drittgrößte Stadt des Bundesstaates Guerrero.

## Geschichte
In Iguala wurde der Plan von Iguala am 24. Februar 1821 publiziert. Iguala gilt als Geburtsort der Flagge Mexikos.

## Söhne und Töchter der Stadt
- Guillermo Soberón Acevedo (1925–2020), Mediziner, Biologe, Rektor und Professor an der UNAM, Politiker und Gesundheitsminister Mexikos
- Moisés Camacho (* 1947), Fußballspieler